# Miro Kovač

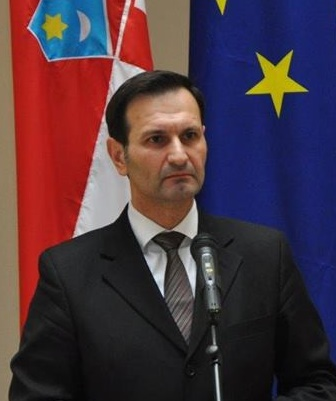
Miro Kovač (2012)

Miro Kovač (* 20. September 1968 in Split, Jugoslawien) ist ein kroatischer Diplomat und Politiker sowie ehemaliger Außenminister Kroatiens während der Regierungszeit von Tihomir Orešković vom 22. Januar bis 19. Oktober 2016 und Mitglied der zur Europäischen Volkspartei (EVP) gehörenden christdemokratischen Partei HDZ.

## Berufliche Laufbahn
Seine Karriere begann er 1995 in der Präsidentschaftskanzlei des ersten Staatspräsidenten der Republik Kroatien, Franjo Tuđman, zuerst in dessen Informationsdienst.
Nachdem er 1999 an der Universität Paris III (Sorbonne Nouvelle) im Fach Geschichte der Internationalen Beziehungen mit einer Arbeit über die Rolle Frankreichs bei der Gründung des Königreichs Jugoslawien promoviert hatte, wechselte er ins Referat für euro-atlantische Integration.
2001 trat er in den diplomatischen Dienst ein. Nach einem Posten in der kroatischen Botschaft in Brüssel wurde er 2003 in die kroatische Botschaft in Paris versetzt. 2004 wurde er zum beamteten Staatssekretär im kroatischen Außenministerium unter der Leitung von Miomir Žužul. Während der Amtszeit von Kolinda Grabar-Kitarović (2005–2008) war er Leiter des diplomatischen Protokolls. Von 2008 bis 2013 war er kroatischer Botschafter in Deutschland.

## Politische Karriere
2014 wurde Kovač von dem HDZ-Vorsitzenden Tomislav Karamarko zum Sprecher für internationale Angelegenheiten ernannt. Dazu wurde er damit beauftragt, die Wahlkampagne von Kolinda Grabar-Kitarović für die Präsidentschaftswahl 2014/15 zu leiten.
Nach dem Wahlsieg von Grabar-Kitarović spielte Kovač eine bedeutende Rolle in der Vorbereitung der Parlamentswahl 2015 für die nationalkonservative "Patriotische Koalition" um die HDZ.

### Kroatischer Außenminister
Bei der Parlamentswahl am 8. November 2015 wurde er zum Sabor-Abgeordneten gewählt. Seit dem 22. Januar 2016 ist er Minister für auswärtige und europäische Angelegenheiten im Kabinett von Tihomir Orešković. Als Vizeaußenministerin wurde Zdravka Bušić ernannt, eine bekannte Figur der nationalistischen Bewegung, die sich öffentlich gegen die regionale Zusammenarbeit engagiert hat und das Gedenken ihres wegen Terrorismus verurteilten Bruders Zvonko Bušić pflegt.
Anfang April 2016 traf sich Kovač in Wien im Rahmen eines Arbeitsbesuchs mit dem österreichischen Außenminister Sebastian Kurz.
Ende Mai 2016 besuchte Kovač den Staat Israel. Laut Presseberichten habe er dort in einer Vorlesung behauptet, „Kroaten und Juden haben immer sehr gute Beziehungen unterhalten, mit der Ausnahme in der Zeit während Zweiten Weltkrieges; dies war die Konsequenz der ‚großen Spiele‘ [der Großmächte], jedoch übernehmen wir Verantwortung“. Diese Formulierung sorgte für Kontroversen.
Vor und nach seinem Amtsantritt war Kovač viermal Gast des rechtsextremen Journalisten Velimir Bujanec, welchen er als "Enzyklopädisten, Aufklärer" bezeichnete.
Nach weniger als neun Monaten im Amt ernannte Premierminister Andrej Plenković nach Neuwahlen Davor Stier zu seinem Nachfolger.

### Nach der Zeit als Außenminister
Auch bei der Parlamentswahl am 11. September 2016 errang Kovač einen Sitz im Parlament. Dort ist er nun Vorsitzender des Auswärtigen Ausschusses.

## Veröffentlichungen
- La France, la création du royaume "yougoslave" et la question croate, 1914–1929. 2001, ISBN 3-906766-48-9 (zugl. Diss. Paris 1999)
  - kroatische Übersetzung: Francuska i hrvatsko pitanje. 2005, ISBN 953-238-003-5.
- Flüchtlingskrise in Europa: "Unsere Kapazitäten sind endlich". Gastbeitrag. In: Der Tagesspiegel. online, 7. Februar 2016.